# 協和温泉
協和温泉（きょうわおんせん）は、北海道上川郡愛別町協和にある温泉である。

## 泉質
- 単純二酸化炭素冷鉱泉（低張性弱酸性冷鉱泉）（旧泉質名：単純炭酸泉）
  - 源泉温度 12.6℃、pH 5.6、湧出量 9.0L/min
  - 無色透明、炭酸味、無臭

## 温泉地
- 日帰り入浴施設と宿泊施設を兼ねた「協和温泉」の一軒宿。源泉から2km離れたところにある。
- 内風呂のみで、浴室内には温泉浴槽と真湯浴槽がある。温泉浴槽の上部からは、毎分僅か9Lの鉱泉[1]が掛け流されていて飲泉可能。

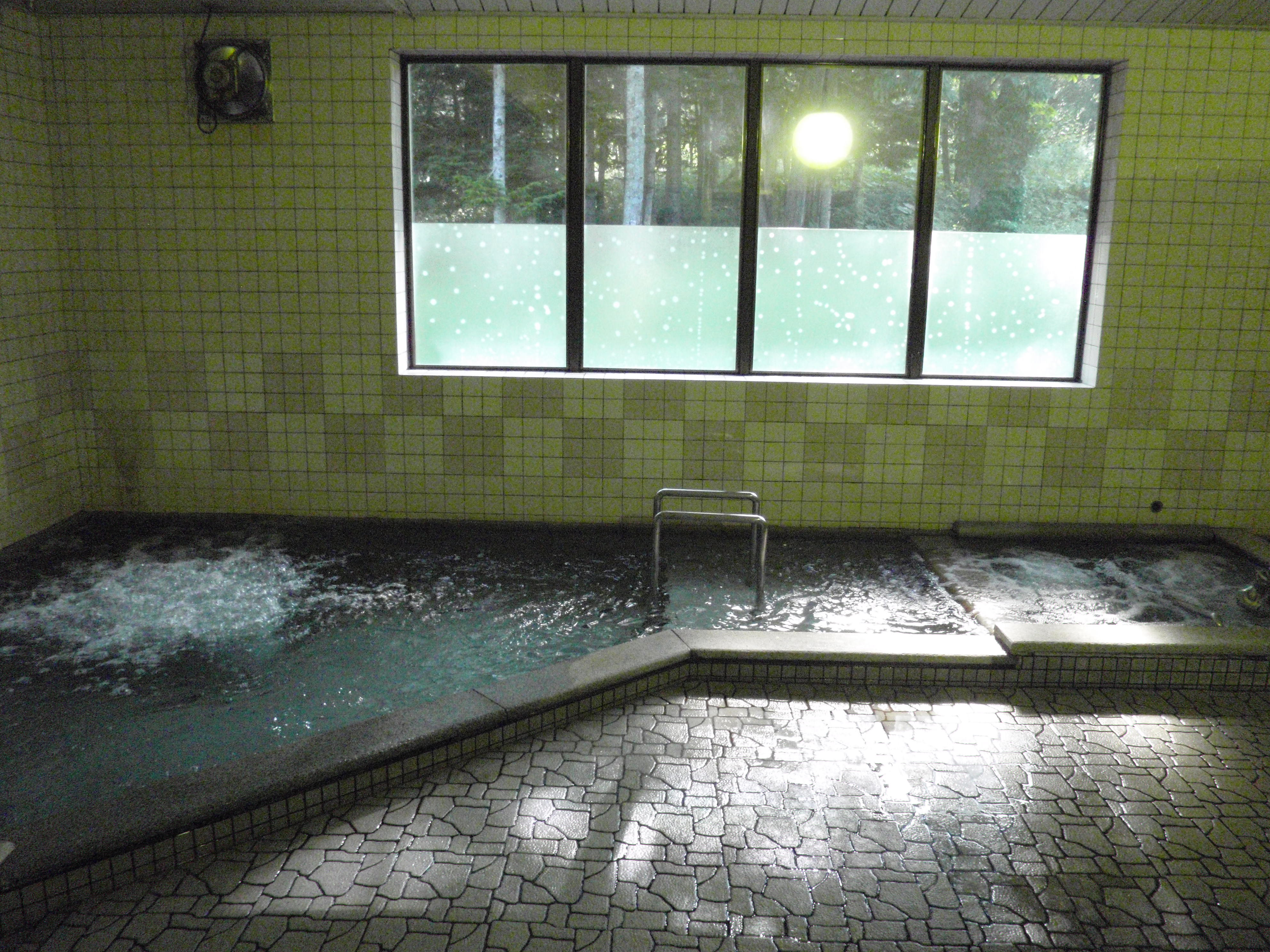
右が温泉浴槽、左が真湯の沸かし湯

## 歴史
- 泉源の発見は、明治年間といわれる。当地の奥2kmの通称「若牛内沢」上流に湧く冷泉（「美志内（うつくしない）の霊泉」）を、開拓者が持ち帰り沸かし疲れを癒していたという。
- 1913年（大正2年）・1930年（昭和5年）の2度にわたり、湯宿を当地で開業しているが数年で廃業。
- 現在の「協和温泉」という形での開発は、地元有志が、1965年（昭和40年）温泉の掘削許可申請から始まり、1967年（昭和42年）に掘削工事が完了する。
- 1969年（昭和44年）[2]12月、有志の共同出資にて当地に開業。浴場は鉄筋プレハブ建てだったが、本館は愛別中学校の旧・教室を無償で払い下げを受けて改造したものだった。
- 1988年（昭和63年）2月、木造2階建の現在の建屋が完成する。

## アクセス
- 車の場合
  - 愛別町市街地から、北海道道101号下川愛別線を朝日[3]方向へ。現地付近は案内板に従う。
  - 高速道路の最寄りインターチェンジは、旭川紋別自動車道愛別インターチェンジ。
    - 北海道道1169号愛別インター線を、国道39号旭川方面へ向かい、北海道道101号下川愛別線で愛別町市街地へ。

  - 国道39号「愛別町本町」交差点で、案内板に従い北海道道101号下川愛別線を下川・愛別町役場方面へ。
- 公共交通利用の場合
  - 石北本線愛別駅下車、愛別町営バス愛別町営バスで約35分。
    - 愛別町営バスは、全便予約制のデマンドバスで、本数少。乗車前に予約先（2016年11月現在は、「有限会社愛別ハイヤー」）へ前日までに問合せ・連絡が必要。

## その他
- 当地に炭酸泉の湧く理由は不明とされるが、源泉地周辺に石灰岩岩体があることが判明している[4]。
- 当地の名物は、愛別町の特産物である「きのこ」料理[2]のフルコース。